# Cheiracanthium echinulatum
Cheiracanthium echinulatum es una especie de araña araneomorfa del género Cheiracanthium, familia Cheiracanthiidae. Fue descrita científicamente por Zhang, Zhang & Yu en 2018.
Habita en China.